# Synchiropus rameus
Synchiropus rameus là một loài cá biển thuộc chi Cá đàn lia gai (Synchiropus) trong họ Cá đàn lia. Loài này được mô tả lần đầu tiên vào năm 1926.

## Phân bố và môi trường sống
S. rameus có phạm vi phân bố ở Tây Thái Bình Dương. Loài cá này được tìm thấy từ vùng biển ngoài khơi tây bắc Úc và tại New Caledonia. S. rameus sống ở độ sâu khoảng từ 23 đến 75 m.

## Mô tả
Mẫu vật lớn nhất của S. rameus có chiều dài cơ thể được ghi nhận là 15 cm. Đầu và thân của S. rameus có màu xám nhạt, trắng ở vùng bụng. Hai bên lườn có các vệt đốm nhỏ màu đỏ. Vây đuôi có 2 dải sọc đứng, màu xám đen. Vây hậu môn có dải màu đen ở cận rìa.
Ở loài cá này, vây lưng thứ nhất của chúng vươn cao gấp 2 lần so với vây lưng thứ hai, và căng rộng tựa như cánh buồm. Vây lưng thứ nhất màu vàng hoặc xám, với các dải sọc đứng màu vàng, và các vệt đốm trắng viền đen. Vây lưng thứ hai màu xám nhạt với các dải sọc ngang màu vàng và các vệt trắng ở nửa sau của vây.
Số gai ở vây lưng: 4; Số tia vây mềm ở vây lưng: 8; Số gai ở vây hậu môn: 0; Số tia vây mềm ở vây hậu môn: 7.